# 日原村 (長野県)
日原村（ひはらむら）は長野県更級郡にあった村。現在の長野市信州新町日原西・信州新町日原東にあたる。

## 地理
- 河川：犀川

## 歴史
- 1892年（明治25年）10月14日 - 信級村の一部（日名・大原）が分立して発足。
- 1955年（昭和30年）3月31日 - 信級村・上水内郡新町と合併して上水内郡信州新町が発足。同日日原村廃止。

## 交通

### 道路
- 国道19号